# 黃飛鴻對黃飛鴻
《黃飛鴻對黃飛鴻》，是1993年上映的一部喜劇香港電影，本片為黃飛鴻笑傳續集，並再由李力持執導，譚詠麟主演，本片加盟黃秋生及鄭裕玲。

## 演員表

### 主演演員
| 演員   | 角色             | 粵語配音 | 備註 |
| 譚詠麟 | 黃飛鴻（黃師傅） | 朱子聰   |      |
| 鄭裕玲 | 雙番東           | 鄭裕玲   |      |
| 毛舜筠 | 十三姨（少筠）   | 毛舜筠   |      |
| 黃秋生 | 謝賢錦（王老爺） | 黃秋生   |      |

### 合演演員
| 演員   | 角色             | 粵語配音 | 備註 |
| 吳孟達 | 牙擦蘇           | 吳孟達   |      |
| 曾志偉 | 林世榮（豬肉榮） | 馮永和   |      |
| 黃一山 | 人力車伕         | 黃一山   |      |
| 黃新   | 評判             | 黃志明   |      |
| 梁榮忠 | 林天王           |          |      |

## 外部連結
- 香港影庫上《黃飛鴻對黃飛鴻》的資料（繁體中文）
- 豆瓣电影上《黃飛鴻對黃飛鴻》的資料 （简体中文）
- 时光网上《黃飛鴻對黃飛鴻》的資料（简体中文）
- AllMovie上《黃飛鴻對黃飛鴻》的资料（英文）
- 爛番茄上《Wong Vs Master Wong 黃飛鴻對黃飛鴻》的資料（英文）